# Кутрасовка
Кутра́совка (рос. Кутрасовка, башк. Ҡутрас) — село (у минулому присілок) у складі Дуванського району Башкортостану, Росія. Входить до складу Дуванської сільської ради.
Населення — 16 осіб (2010; 23 у 2002).
Національний склад:
- росіяни — 87 %